# Milorad Roganović
Milorad Roganović (Beograd, 1951) srpski je novinar, TV voditelj i profesor sociologije.

## Biografija
Milorad Roganović (Rogan) je rođen 1951. godine u Beogradu. Osnovnu i srednju školu završava u istom gradu, gde 1977. diplomira na grupi za filozofiju i sociologiju Filozofskog fakulteta Univerziteta u Beogradu. Novinarstvom počinje da se bavi 1975. u omladinskim redakcijama listova »Mladost«, »Omladinske novine« i »Student«.
U redakciju prve radio-stanice van sistema radio-difuzije Srbije – Studio B dolazi početkom 1977. Od novinara saradnika, urednika u redakciji, urednika redakcije do mesta glavnog i odgovornog urednika pravi karijeru profesionalca i nezavisnog novinara. Od početka 1989. zamenik je generalnog menadžera i programski direktor Studija B (redakcije koja već tog trenutka raspolaže sa tri radijska programa, prvi - dvadesetčetvoročasovni informativni program, drugi – etnomuzika i informacije, i treći – dvanaest sati klasične muzike).
Od 1989. pored Generalnog direktora Studija B Dragana Kojadinovica, jedan je od osnivača i vlasnika prve nezavisne televizijske stanice u Istočnoj Evropi, NTV Studio B, koja je 28. marta 1990. posle samo sat emitovanja upadom policije ugušena. Nekoliko meseci potom u novembru iste godine, kreće NTV Studio B, uprkos svim otporima Miloševićevog režima. U to doba ova televizija je najcitiranija informativna redakcija u evropskim medijima. Milorad Roganović i u to doba obavlja funkciju programskog direktora radija i televizije i zamenika generalnog direktora Dragana Kojadinovica. Maja 1995. postaje generalni menadžer i glavni i odgovorni urednik svih programa radija i televizije. Po naređenju Slobodana Miloševića 1996. policija upada u Studio B rastura redakciju, smenjuje rukovodstvo i u to doba privatnu kompaniju NTV Studio B pretvara u državno preduzeće, što je Studio B i dan danas.
U međuvremenu je tri puta, kako su se menjale vlasti u Srbijи i Beogradu bio izbacivan s posla i ponovo se vraćao.
Do 2010. je bio na funkciji glavnog urednika Radio Indeksa. Trenutno vodi Slučaj B na Studiju B.
Završio kurseve menadžmenta radija i TV u Solunu i Londonu. Učestvovao na specijalističkim seminarima o lokalnoj i privatnoj televiziji u Lidskeslu, Solunu. Učesnik specijalističkih seminara o ulozi i uticaju Saveta Evrope u Strazburu. Gost informativnog centra vlade SAD 1994. mesec i po dana studijski obilazio razne delove SAD. Kraći studijski boravci u Francuskoj, Nemačkoj, Velikoj Britaniji i sl.
Autor je serije radijskih i televizijskih intervjua sa najvišim jugoslovenskim i stranim državnicima. Dobitnik je najviših novinarskih nagrada u kompaniji i u Srbiji (nagrada »Svetozar Marković«, Udruženja novinara Srbije, za izveštavanje i praćenje događaja iz Rumunske revolucije, za vreme pada režima Nikolaje Čaušeskua), novinar koji je za poslednjih petnaest godina intervjuisan i citiran u nekoliko desetina svetskih magazina (Vašington post, Njujork tajms, Joširo šimbun...).
Smatra se jednim od najvećih nezavisnih novinara u Srbiji poslednjih deset godina. Član je Udruženja novinara Srbije (UNS), Međunarodne federacije novinara (International Federation of Journalists) sa sedištem u Briselu i Udruženja Evropskih Novinara Srbije (UENS).
Milorad Roganović smatra se jednim od stručnjaka za etiku javno izgovorene reči, kodeks novinarske profesije i lokalne medije. Saradnik je Centra za liberalno-demokratske studije (CLDS) u Beogradu, i jedan od autora projekta »Etika javne reči u politici i novinarstvu«.